# Sottufficiale di Corpo dell'Esercito
Il Sottufficiale di Corpo dell'Esercito è un incarico dello Stato maggiore dell'Esercito italiano, destinato a un sottufficiale del ruolo marescialli, che costituisca un punto di riferimento per tutti i sottufficiali, i graduati e i militari di truppa dell'Esercito italiano.

## Storia
La figura affonda le proprie radici già negli anni ’80 con l’istituzione del sottufficiale di battaglione, poi divenuto "sottufficiale di corpo", quale figura di riferimento per l'organizzazione della vita dei reparti e il supporto ai loro comandanti.
Il ruolo apicale dei sottufficiali dell'Esercito Italiano è nato a fine 2008 per volontà dell'allora capo di stato maggiore dell'esercito gen. Fabrizio Castagnetti ma solo nel mese di ottobre 2020 è stata definitivamente istituita la figura del Sottufficiale di Corpo dell'Esercito quale stretto collaboratore del Capo di stato maggiore.

## Compiti
È il consulente diretto del Capo di stato maggiore dell'Esercito a cui fornisce supporto decisionale nell’ambito della gestione degli aspetti quali l’etica, il benessere, il morale e il profilo disciplinare dei sottufficiali, graduati e militari di truppa. Requisiti, compiti e funzioni sono disciplinate dalla Direttiva n.1034 del 5 febbraio 2021 del Capo di Stato maggiore dell'Esercito.
- Advisor per questioni attinenti lo spirito di corpo, la motivazione, e il clima organizzativo del personale;
- rappresenta l'Esercito in consessi interforze o internazionali;
- è portavoce di problematiche e tematiche a carattere generale rappresentate dai Sottufficiali di Corpo dei comandi e delle unità dell'Esercito;
- coadiuva il vertice della forza armata nelle attività di supporto al personale e alle famiglie di militari feriti, infermi o deceduti.

## Cronotassi
Cronologia dei Sottufficiali di Corpo dell’Esercito Italiano:
- Primo luogotenente (paracadutista) Antonino Pellegrino (19 ottobre 2020 - 20 dicembre 2023)
- Primo luogotenente (EW) Michele Romano (dal 20 dicembre 2023)[4]